# Stoewer R200 Spezial

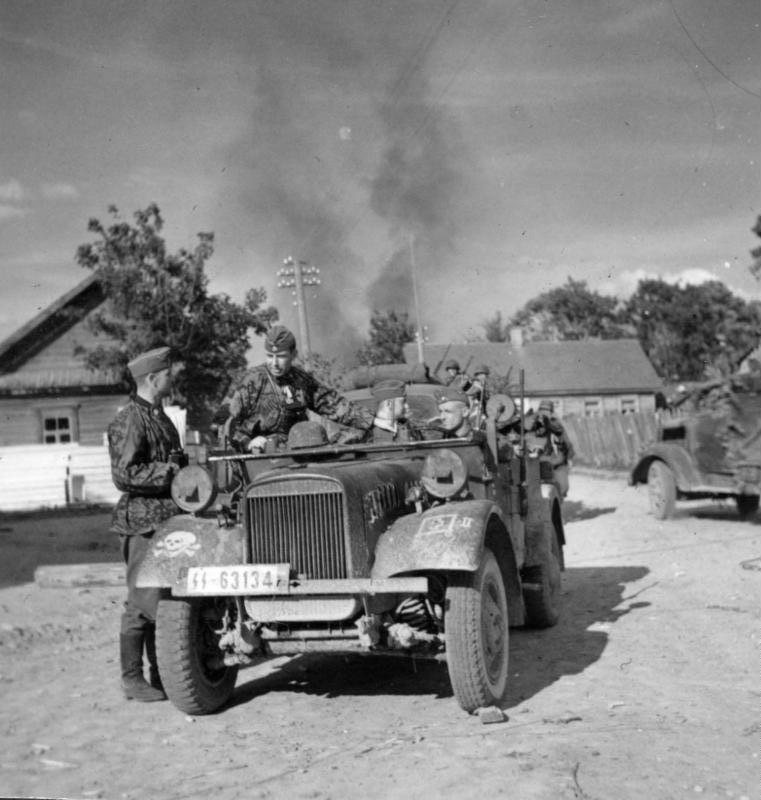
Stoewer R200 Spezial 3-й танковой дивизии СС «Тотенкопф» (Прибалтика, лето 1941)

Stoewer R200 Spezial — семейство немецких многоцелевых полноприводных автомобилей военного назначения.

## История
В 1934 году Управление сухопутных войск утвердило план стандартизации и унификации военного автотранспорта, в соответствии с которым для вермахта предполагалось создание семейства полноприводных стандартизованных легковых автомашин «Einheits-Personenkraftwagen».
В 1936 году расположенная в Штеттине фирма «Штёвер» разработала и представила внедорожник Stoewer R180 Spezial (оснащённый двигателем мощностью 42 л. с.), производство которого продолжалось в 1936—1938 годы. В дальнейшем, был разработан внедорожник Stoewer R200 Spezial (оснащённый новым двигателем мощностью 50 л. с.), производство которого продолжалось в 1938—1940 годы. Последней моделью серии стал Stoewer R200 Spezial Typ 40 — с облегчённым кузовом, что позволило увеличить грузоподъёмность машины с 425 до 500 кг.
Производство машин помимо «Stoewer-Werke AG» было освоено на автозаводах «Hanomag» и BMW (под наименованием Hanomag 20B и BMW 325).
В 1943 году немецкое военно-политическое руководство приняло решение о сокращении номенклатуры выпускаемых автомашин военного назначения и производство внедорожника было прекращено.
В общей сложности, в 1936—1943 гг. фирмой «Штёвер» было выпущено 7,7 тыс. автомашин (4,4 тысячи из которых составляли машины модификации Stoewer R200 Spezial Typ 40), с учётом выпущенных другими предприятиями общее количество машин составляет около 13 тысяч.

## Описание
Машина имела простой и технологичный в производстве открытый цельнометаллический трёх- или четырёхдверный кузов (в вариантах исполнения Kfz.2 и Kfz.4 отсутствовала правая задняя дверь, на месте которой снаружи корпуса крепилась канистра с горючим) с откидным брезентовым верхом и съёмными целлулоидными окнами на верхнюю часть дверей.

## Варианты и модификации
- Kfz.1 — машина общего назначения с 4-местным 4-дверным кузовом
- Kfz.2 — 3-местная 3-дверная машина связистов с радиостанцией вместо заднего правого сиденья
- Kfz.3 — 4-местная 4-дверная машина артиллерийской разведки с радиостанцией в багажнике
- Kfz.4 — 3-местная 3-дверная машина ПВО с установленной в корме зенитно-пулемётной установкой Zwillingssockel 36 (спаренные 7,92-мм пулемёты MG-34 или MG-42) и ящиком для боеприпасов[2].

## Страны-эксплуатанты
- Нацистская Германия[1]
- Болгария — в январе 1941 года из Германии были получены 10 машин, которые поступили на вооружение болгарской армии[3]